# Casa Barceló (Girona)

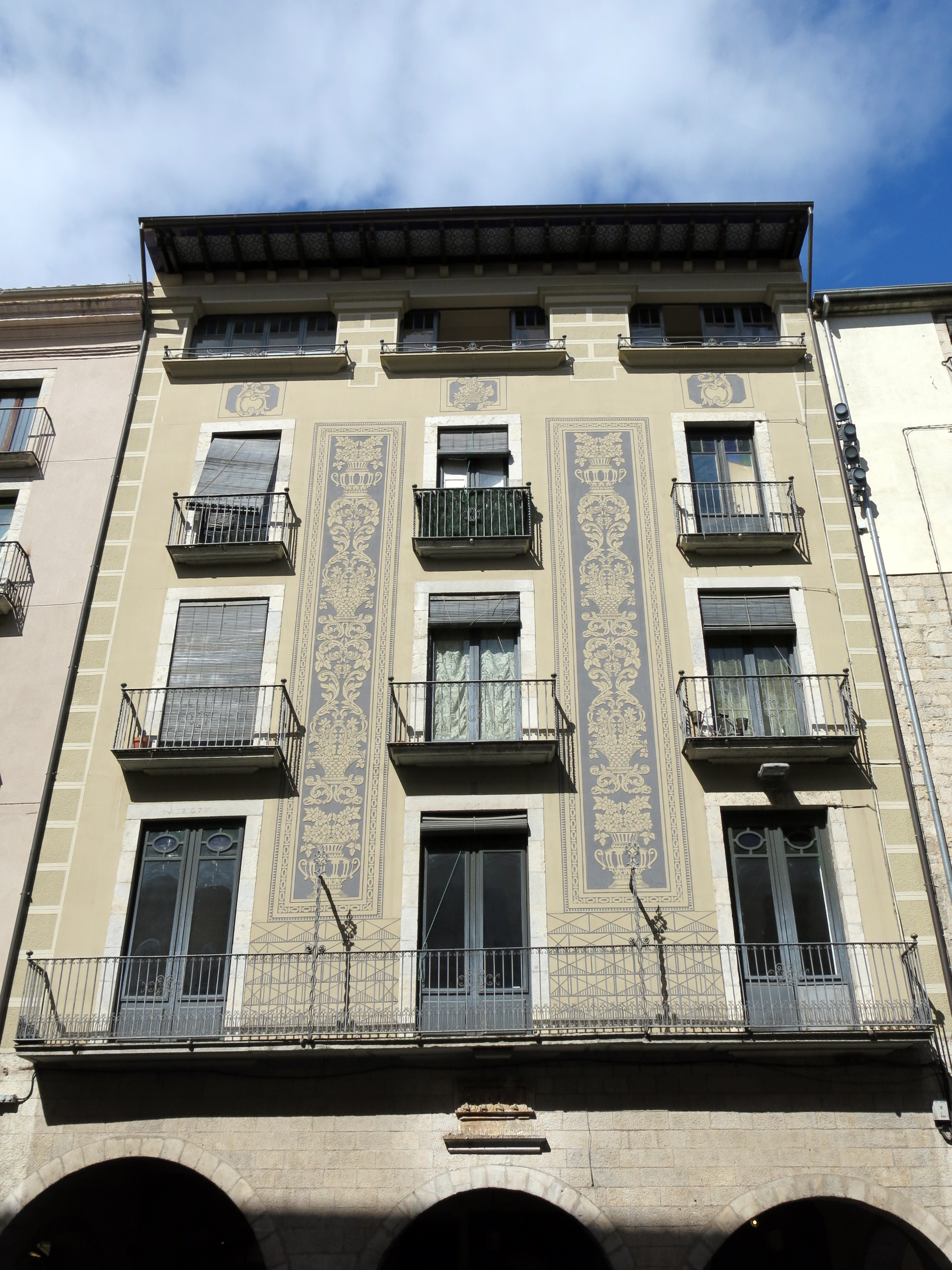
Casa Barceló

La Casa Barceló est un bâtiment de la ville de  Girone qui fait partie de l'Inventaire du patrimoine architectural de Catalogne.

## Description
C'est un bâtiment antique rénové au XXe siècle. Il est formé de trois étages et trois fenêtres par étages. De la façade, on note d'intéressantes graphies bordés par des formes géométriques aux décorations à base de paniers, de carafes, et de fleurs.
Au rez-de-chaussée, les arcades sont faites dans la continuité de la place. Sur un bâtiment ancien, l'architecte Joan Roca i Pinet a réalisé une rénovation en évitant les mimétismes historiques et en l'intégrant complètement dans son contexte